# أدولف فيشر
أدولف فيشر (بالألمانية: Adolf Fischer)‏ (و. 1900 – 1984 م) هو ممثل، ومنتج أفلام، من ألمانيا، ولد في أوديسا، توفي في بوتسدام، عن عمر يناهز 84 عاماً.

## وصلات خارجية
- أدولف فيشر على موقع IMDb (الإنجليزية)
- أدولف فيشر على موقع قاعدة بيانات الأفلام السويدية (السويدية)
- أدولف فيشر على موقع قاعدة بيانات الفيلم (الإنجليزية)
- أدولف فيشر على موقع كينوبويسك (الروسية)